# جيف غودفري
جيف غودفري (بالإنجليزية: Jeff Godfrey)‏ هو لاعب كرة قدم أمريكية أمريكي، ولد في 1992 في ميامي في الولايات المتحدة.